# Forsthaus Schwarzsohl
Das Forsthaus Schwarzsohl war von 1840 bis 1963 ein Forsthaus in der Gemarkung Waldleiningen im Landkreis Kaiserslautern in Rheinland-Pfalz, Deutschland. Danach diente das Gebäude als Gaststätte und Schutzhütte, zunächst unter Regie des Pfälzerwald-Vereins. Ab 2014 wurde das Waldhaus Schwarzsohl von privater Seite bewirtschaftet. Mittlerweile wurde der Betrieb der Waldgaststätte eingestellt.

## Lage
Das Forsthaus Schwarzsohl liegt in 473 m ü. NHN Höhe ganz im Osten der Gemarkung von Waldleiningen rund vier Kilometer Luftlinie entfernt vom Kernort an der Kreisstraße 38 zwischen Weidenthal und Elmstein. Unmittelbar nördlich erstreckt sich der 430 hohe Große Berg und weiter nordöstlich der Eselsohler Berg.
Zwischen dem Gebäude und der Straße verläuft die Gemarkungsgrenze der Ortsgemeinden Waldleiningen und Elmstein, welche zugleich die Grenze zwischen den Landkreisen Kaiserslautern und Bad Dürkheim bildet. Einige hundert Meter westlich ist mit dem Wassertalbrunnen eine gefasste Quelle zu finden, die als Naturdenkmal ausgewiesen ist.

## Geschichte
Das Forsthaus Schwarzsohl wurde ursprünglich um 1785 als „Haus Leiningen“ errichtet und diente über viele Jahrzehnte als Wohn- und Dienstsitz verschiedener Försterfamilien. Der Name „Schwarzsohl“ leitet sich von der damaligen Beschaffenheit des Geländes ab – einer morastigen, wassergefüllten Mulde mit dunklem Untergrund. Im Jahr 1840 erhielt das Forsthaus seine heutige äußere Gestalt, allerdings zunächst nur einstöckig. Als es einem Regierungsforstbeamten eines Nachts aufs Bett regnete, wurde 1878 ein zweites Stockwerk aufgesetzt.
Über die Jahre lebten zahlreiche Försterfamilien im Forsthaus, das nicht nur als Dienstsitz, sondern auch als Mittelpunkt des forstlichen Lebens diente. 1914 wurde, bedingt durch den zunehmenden Ausflugsverkehr, ein 14 Meter hoher hölzerner Aussichtsturm in unmittelbarer Nähe errichtet. Nach dem Zweiten Weltkrieg wurde das Gebäude weiter forstwirtschaftlich genutzt, bis es 1963 erstmals als Gaststätte und Schutzhütte durch die Sektion Kaiserslautern des PWV betrieben wurde. Ab 1982 übernahm die Ortsgruppe Weidenthal/Frankenstein die Bewirtung, was durch eine eingemeißelte Jahreszahl über dem Eingang dokumentiert ist.
Ab 2014 wurde die Hütte von privater Seite bewirtschaftet, bevor sie 2017 aufgrund des schlechten baulichen Zustands geschlossen werden musste. 2018 wurde bekannt gegeben, dass eine Renovierung wegen der hohen Kosten infolge erheblicher baulicher Mängel nicht möglich sei. Nach mehreren Projekten der Technischen Universität Kaiserslautern entschloss man sich schließlich im Jahr 2024 zum Abriss des Gebäudes. Ein Denkmalschutz kam nicht zustande, da zu viele äußerliche Veränderungen vorgenommen worden waren.

## Anbindung
Über das ehemalige Forsthaus führen mehrere markierte Wanderwege. Die Hütte ist eine Station des Fernwanderweg Staudernheim–Soultz-sous-Forêts und des Pfälzer Hüttensteigs. Über das Waldhaus Schwarzsohl verläuft auch der mit grün-blauem Balken gekennzeichnete Wanderweg, der von Göllheim bis nach Eppenbrunn führt sowie ein Wanderweg, der mit weiß-blauem Balken gekennzeichnet ist und von Bad Münster am Stein bis nach Sankt Germanshof führt.